# Commaladera mocquerysi
Commaladera mocquerysi är en skalbaggsart som beskrevs av Brenske 1900. Commaladera mocquerysi ingår i släktet Commaladera och familjen Melolonthidae. Inga underarter finns listade i Catalogue of Life.